# Флавій Лупіцін
Флавій Лупіцін (д/н — бл. 378) — державний та військовий діяч Римської імперії.

## Життєпис
У 359 році призначається імператором Констанцієм II начальником кінноти в Галлії при цезарі Юліані. Брав участь у бойових діях проти алеманів. 360 року переправився до Британії, куди вдерлися скотти і пікти, яким було завдано поразки. Водночас дістав наказ імператора Констанція II зібрати галльські легіони, з якими рушити на з'єднання з імператором у поході проти Персії. Це стало приводу повстання легіонів в Галлії, які оголосили імператором Юілана. Останній наказав перервати постачання Британії харчами. Після раптової смерті Констанція II і визнання Юліана імператором, той наказав арештувати Лупіціна.
У 363 року після смерті Юілана вийшов на волю. 364 року призначається новим імператором Йовіаном начальником кінноти Сходу. Успішно робив далі кар'єру за імператора Валента, завдяки підтримці в боротьбі з узурпатором Прокопієм у 365—366 роках. 367 року стає консулом (спільно з Флавієм Іовіном). Потім був імператорським легатом у Нижній Паннонії.
У 376 році на посаді військового коміта імператора забезпечував переселення готів до Фракії. У своїй ставці Марцінополісії в Мізії спробував вбити Фрітігерна та інших вождів готів, але невдало, що спровокувала з останніми війну. Ймовірно Флавій Лупіцін був учасником битви при Адріанополі 9 серпня 378 року, де й загинув.